# 长汀鱊
长汀鱊（学名：Acheilognathus changtingensis），是輻鰭魚綱鯉形目鱊科鱊属一种，分布于中国福建省韩江水域。

## 鉴别特征
背鳍白色，具3根不分枝鳍条和15根（偶有14根）分枝鳍条；臀鳍淡白色，有3根不分枝和12根（偶有11根）分枝鳍条，带有由白色斑点组成的一条横带，雄鱼的臀鳍边缘有白色带。背鳍、臀鳍、腹鳍、尾鳍以及头部有许多分散的黑点。體長可達6.4公分，雌魚有一個產卵器，用於將卵產在雙殼貝體內，幼魚會留在貝殼中直到它們會游泳。